# Catedral Metropolitana da Cidade do México
A Catedral Metropolitana da Assunção da Virgem Maria aos Céus (em castelhano: Catedral Metropolitana de la Asunción de la Santísima Virgen María a los cielos) é uma das mais antigas catedrais católicas romanas do continente americano. É a sede episcopal da Arquidiocese do México e, portanto, a catedral primacial do país. Foi construída sobre os escombros de um templo asteca adjacente ao Templo Mayor, no lado norte da Praça da Constituição (ou Zócalo, como também é chamada), no centro da Cidade do México.
A Catedral foi construída em vários períodos de 1573 a 1813 a partir do primeiro templo cristão erguido no local por ordem de Hernán Cortés logo após a conquista de Tenochtitlán. O arquiteto espanhol Claudio de Arciniega foi o responsável pelas primeiras obras no local, tomando como inspiração as catedrais góticas da Espanha. Com o passar dos anos, a Catedral da Cidade do México foi ampliada e reformada ganhando o aspecto monumental que lhe traz notoriedade.
Possui 4 fachadas e dois campanários que abrigam 25 sinos, no total. A construção adjacente é conhecida como Tabernáculo Metropolitano, que serve de sede ao batistério paroquial e aos órgãos de registro de paroquianos. A Catedral possui, ainda, dois grandes altares, um grande coro e uma cripta subterrânea, onde estão conservados os restos mortais de alguns dos antigos arcebispos.  A Catedral possui 5 naves e 16 capelas laterais, das quais 14 são abertas à visitação pública.
Ao longo dos séculos, o prédio sofreu sérios danos que eventualmente comprometeram sua conservação. Em 1962, um incêndio destruiu parte significante de seu interior e o trabalho de restauração que seguiu-lhe acabou por encobrir detalhes da arte original. Apesar de ter sido construída sobre uma base sólida, a Catedral e a região central da Cidade do México encontram-se sobre um solo argiloso ameaçado de frequentes inundações. A instabilidade dos lençóis freáticos e as inundações frequentes fizeram com que a Catedral fosse incluída na lista de "Monumentos ameaçados" do World Monuments Fund. Os trabalhos de recuperação do solo foram iniciados em meados dos anos 1990, apresentando resultados otimistas já no início dos anos 2000.
Em 1987, a Catedral Metropolitana e a região em que se localiza foram tombados pela Unesco, incorporando o Patrimônio Mundial do Centro Histórico da Cidade do México.

## Caixa do tempo
Em 22 de Outubro de 2007 foi descoberta durante trabalhos de restauração, na base da cruz de uma torre do edifício, uma «caixa do tempo», feita de chumbo, com moedas, medalhas e um pergaminho.
A «caixa do tempo», foi enterrada pelo arquitecto José Damián Ortiz de Castro em 14 de Maio de 1791 e contém 28 moedas de prata, várias medalhas de ouro dedicadas a santos protectores e um pergaminho que detalha o conteúdo.

## Construção

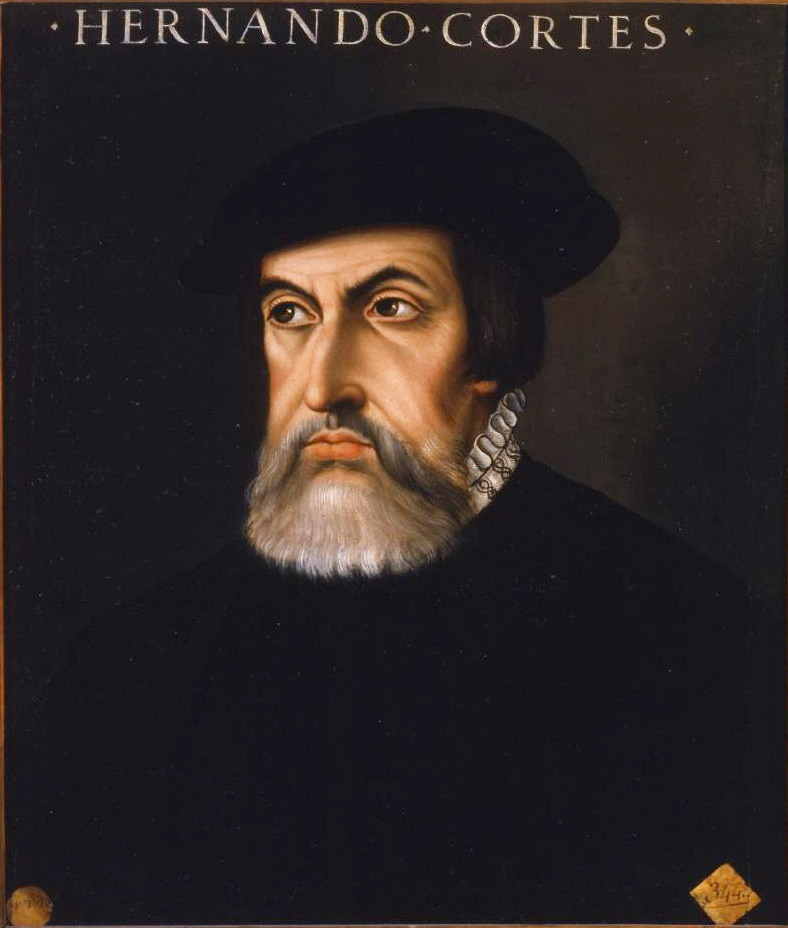
O conquistador espanhol Hernán Cortés expressou a necessidade de erguer um templo católico na recém-conquistada Tenochtitlán.

Após a conquista do México, Hernán Cortés decidiu-se pela construção de uma igreja em um local de destaque acima dos templos astecas. Acredita-se que no local havia um grande templo dedicado ao deus Quetzalcóatl e outro templo dedicado a Huitzilopochtli, entre outras edificações religiosas.
A primeira igreja construída no local foi elevada a condição de catedral por Carlos V sob autoridade do Papa Clemente VII em bula papal de 9 de setembro de 1534. Posteriormente, em 1547, foi nomeada catedral metropolitana por Papa Paulo III. Anos mais tarde, no entanto, o templo, já considerado pequeno para as funções religiosas, foi demolido e somente em 1571, o vice-rei Martín Enríquez de Almansa juntamente com o Arcebispo Pedro Moya de Contreras colocaram a pedra fundamental de um novo e maior templo.
O tempo total de construção da Catedral Metropolitana se estende de 1573 a 1813. Sua arquitetura é, portanto, fortemente influenciada por três estilos arquitetônicos predominantes em todo o México Colonial: renascentista, barroca e neoclássica. Os primeiros planos de construção da nova catedral foram apresentados em 1562 e no ano seguinte foi decidida a construção definitivamente. A construção teve início com base nos projetos de Claudio de Arciniega e Juan Miguel de Agüero que, por sua vez, tiveram como inspiração as catedrais de Xaém e Valhadolide, na Espanha.

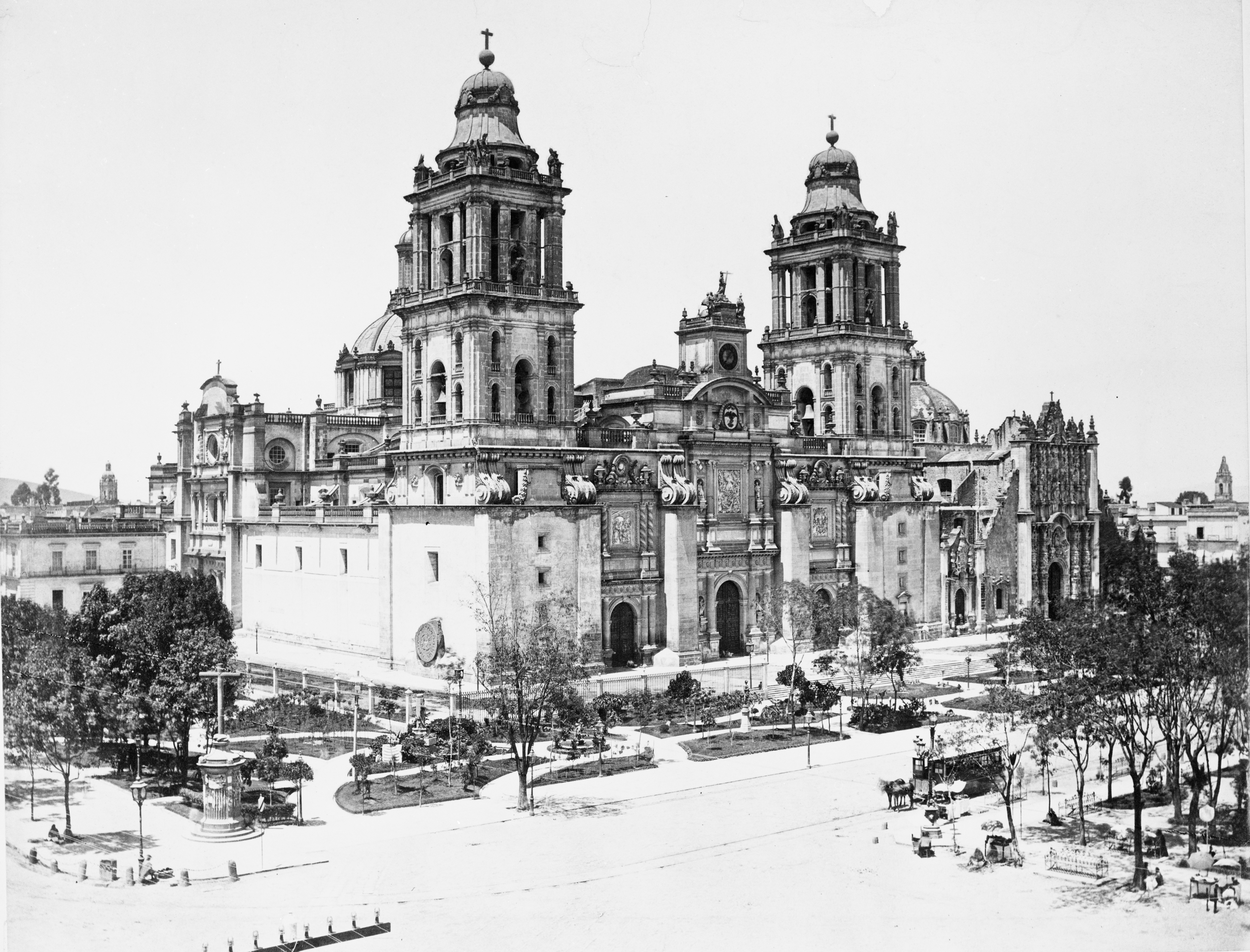
A catedral c. 1880

A primeira etapa de obras teve um atraso por conta do terreno pantanoso e instável da região. Em 1581, as paredes começaram a ser levantas e quatro anos mais tarde, foram iniciados os trabalhos na primeira capela da catedral. As obras na parte interior foram iniciadas em 1623 pela Sacristia, até então, o último vestígio da antiga igreja. Em setembro e 1629, as obras foram interrompidas pela inundação na Cidade do México. Dados da época indicam que a água alcançou os dois metros de altura, causando danos nas edificações da parte história da capital mexicana. Por conta dos empecilhos, houve uma proposta de mover a construção para as colinas de Tacubaya, a oeste do centro da cidade. Porém, o projeto foi rapidamente descartado e as obras tiveram continuidade sob a direção de Luis Gómez de Trasmonte. Em 1667, o interior do prédio foi concluído e consagrado ao serviço religioso; os campanários e a fachada, porém, ainda não haviam sido construídos.
Em 1787, o arquiteto José Damián de Castro foi selecionado para coordenar as obras dos campanários, a fachada principal e a cúpula. O arquiteto, que havia derrotado os projetos de José Joaquín de Torres e Isidro Vicente de Balbás, comandou a construção até seu falecimento em 1793. O cargo veio a ser ocupado por Manuel Tolsá, responsável por concluir os campanários e remodelar o projeto da fachada principal. A Catedral Metropolitana foi concluída definitivamente em 1813.

## Exterior

### Fachadas e portais
A fachada principal da Catedral está voltada para o sul. O portal principal é o maior dos três portais na fachada principal. Dentre as colunas do portal, estão esculturas de São Pedro e São Paulo, enquanto os santos André e Santiago Maior são representados na segunda entrada. Sobre o portal há um alto relevo da Assunção da Virgem Maria, a quem a Catedral é dedicada, inspirada em pintura de Peter Paul Rubens. Logo acima, jaz uma representação do Brasão de armas mexicano, com uma águia de asas estendidas. O conjunto visual da fachada é encimado pela torre sineira, adornada com três esculturas representante, respectivamente: Fé, Esperança e Caridade - de autoria do escultor Manuel Tolsá.
A fachada oeste foi construída em 1688 e reconstruída em 1804. Possui um portal subdividido em três seções, contendo imagens dos Quatro Evangelistas. O portal oeste possui, ainda, alto-relevo de Jesus entregando as Chaves do Céu a São Pedro.
A fachada leste é semelhante à oeste. Os relevos do portal leste representam um navio transportando os quatro Apóstolos, tendo São Pedro no timão. O relevo é intitulado O navio da Igreja navegando nas águas da Eternidade.
A fachada norte, construída durante o século XVI em estilo herreriano, é a parte mais antiga de toda a construção e foi batizada em homenagem a Juan Herrera, arquiteto do monumental monastério El Escorial na Espanha. Apesar das fachadas ocidental e oriental serem mais antigas do que o restante do conjunto da catedral, suas colunas colunas salomônicas são frequentemente associadas ao período barroco.

### Campanários
Os campanários são de autoria do artista José Damián Ortiz de Castro. As duas torres sineiras são encimadas por um telhado em forma de sino, feitos de tezontle e revestidos de chiluca, um tipo de pedraria branca. Ortiz de Castro foi o responsável pela construção da catedral durante a segunda metade dos século XVIII até sua morte inesperada. O arquiteto e escultor Manuel Tolsá, de Valência, autor de outros projetos renomados na Cidade do México, foi nomeado arquiteto principal da catedral. À esta altura, a construção da catedral já se estendia por mais de 240 anos. Tolsá acrescentou a estrutura em estilo neoclássico abrigando o relógio, as estátuas das três virtudes teológicas (Fé, Esperança e Caridade), a alta balaustrada circundando o telhado e a cúpula octogonal sobre o transepto.
A catedral possui 25 sinos na torre leste e 7 sinos na torre oeste. O maior sino é denominado Santa Maria de Guadalupe e pesa cerca de 13 toneladas. Os outros grandes sinos de destaque são denominados Doña Maria, com 6 toneladas, e La Ronca. Estes dois últimos foram instalados em 1653, enquanto o sino maior foi instalado em 1793.
As estátuas sobre a torre oeste são obras de José Zacarías Cora e representam o Papa Gregório VII, Santo Agostinho, Leandro de Sevilha, São Fulgêncio de Écija, São Francisco Xavier e Santa Bárbara. As estátuas na torre leste são obras de Santiago Cristóbal Sandoval e representam Santo Ambrósio, Santa Rosa de Lima, Virgem Maria, Filipe de Jesus, Hipólito de Roma e Santo Isidoro.
Em 1947, um sineiro novato morreu acidentalmente enquanto tentava mover um dos sinos. O sino despencou sobre sua cabeça, matando-o subitamente. O sino foi removido posteriormente e não mais executado, sendo até hoje conhecido como La castigada (ou "o punido"). Em 2000, o sino foi restabelecido.

### Cúpula

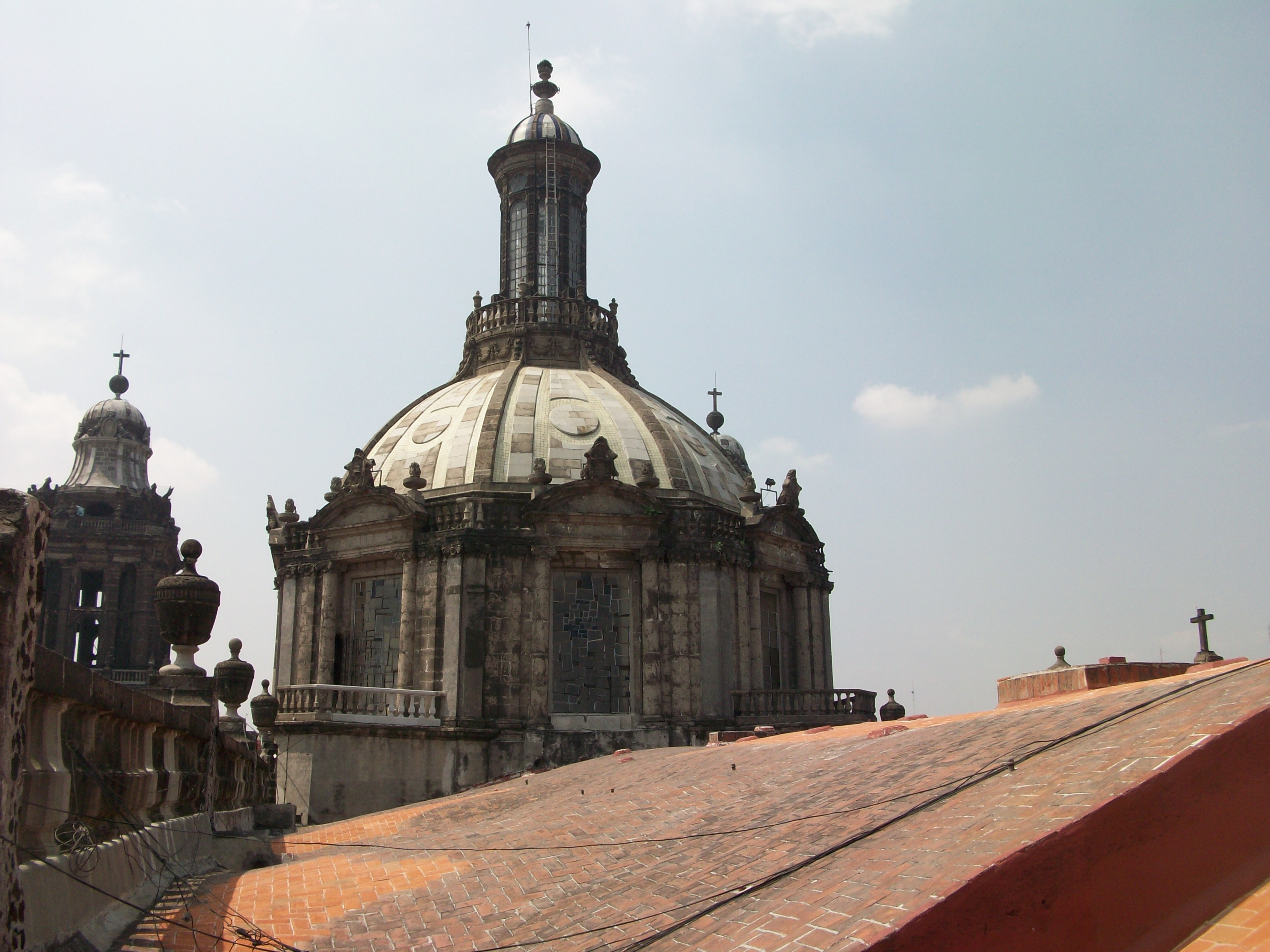
Cúpula da catedral

A cúpula construída é resultado de uma série de adaptações aos projetos de Ortiz de Castro. No interior do domo, está representada a Assunção da Virgem, por Rafael Ximeno y Planes, concluída em 1810. A cúpula teve a construção dirigida por Manuel Tolsá, após o falecimento do arquiteto original, em 1793. É octogonal e ergue-se sobre quatro pilares, sendo encimada pela ricamente decorada lanterna. O vitral das janelas é obra do artista germano-mexicano Mathias Goeritz.

### Tabernáculo

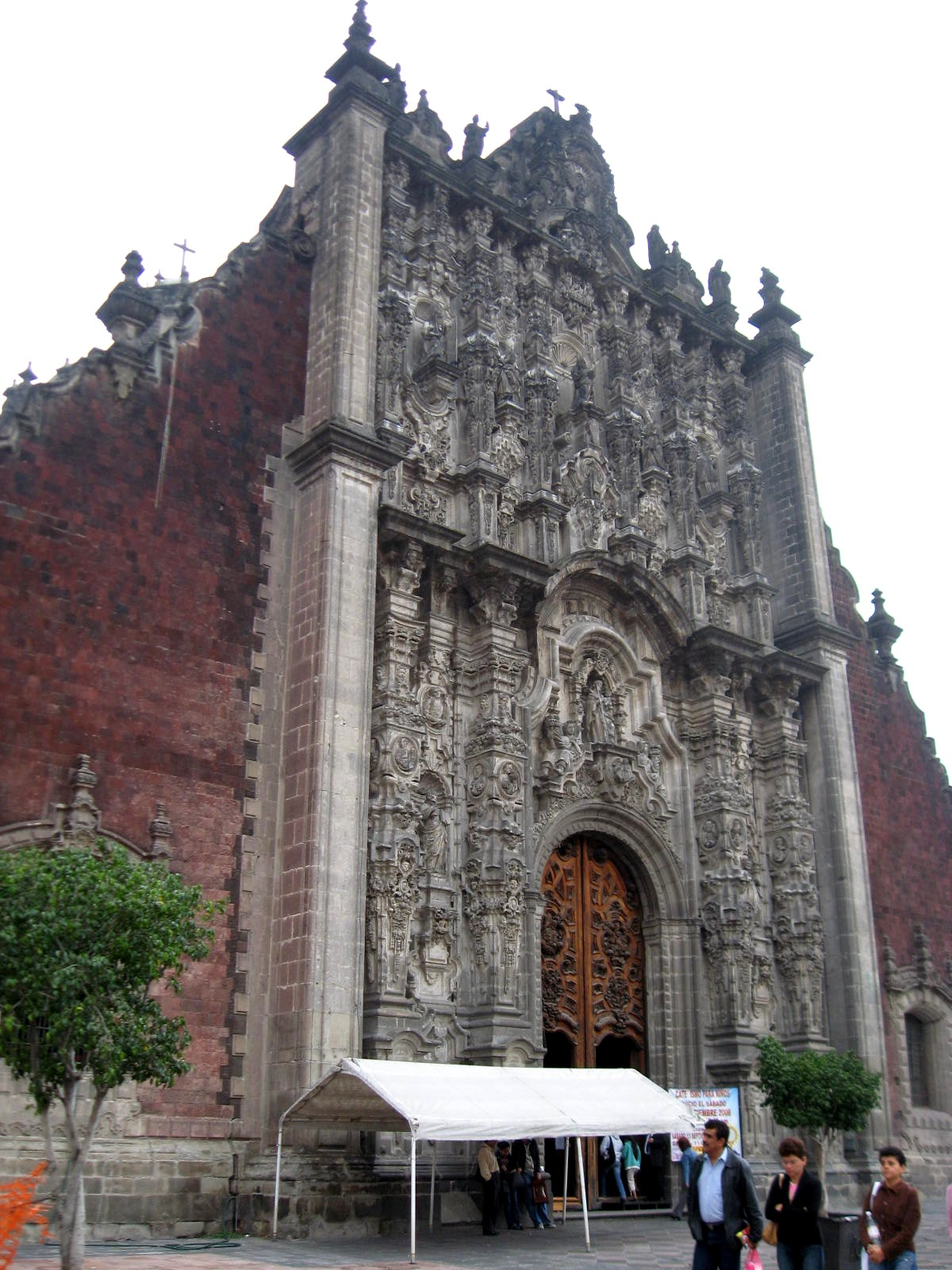
Fachada do tabernáculo, adjacente à catedral

Situado à direita da catedral, o Tabernáculo Metropolitano (ou sacrário;  em castelhano: Sagrario Metropolitano) foi construído por Lorenzo Rodríguez durante o auge do período barroco entre 1749 e 1760 para abrigar os arquivos e o vestíbulo arquiepiscopal. O local também funcionou como sede da Eucaristia e registro dos paroquianos.
O primeiro templo católico erguido no local da atual catedral também possuía um tabernáculo adjacente, mas sua localização exata no terreno é desconhecida. Durante a construção da catedral, o tabernáculo funcionou onde agora estão as capelas de Santo Isidoro e Nossa Senhora da Agonia de Granada. Contudo, no século XVIII, foi decidido que o tabernáculo seria uma estrutura separada - ainda que adjacente - da catedral. Foi construído em tezontle (uma pedra vulcânica de cor avermelhada) e pedraria branca em formato de cruz grega, voltado para a direção sul - o Zócalo. Sua ligação com a nave da catedral se dá através da Capela de Santo Isidoro.
O interior de cada uma das alas é reservado para um uso específico. A ala oeste abriga o batistério, com o altar-mor ao norte, a entrada principal e uma área de notário, separado internamente por parede curvas. Chiluca, uma pedra branca, cobre as paredes e o chão e o tezontle cobre as portas e as janelas. No cruzeiro há um domo octogonal decorado por arcos que forma triângulos curvos, que tocam até o topo do domo. O altar-mor é ornado em estilo churrigueresco e acrescido de arte indígena de Pedro Patiño Ixtolinque. Foi inaugurada em 1829.
O exterior do prédio é adornado com esculturas e alto-relevos, como as curiosas prateleiras do nicho, as cortinas e os querubins. Gravuras de frutas, como uvas e romãs foram criadas em forma de oferta ritual, simbolizando o Sangue de Cristo e a Igreja. Entre dos elementos florais, rosas, margaridas, e vários tipos de flores podem ser avistados, incluindo um relevo da flor indígena chalchihuite.

## Interior

### Altares

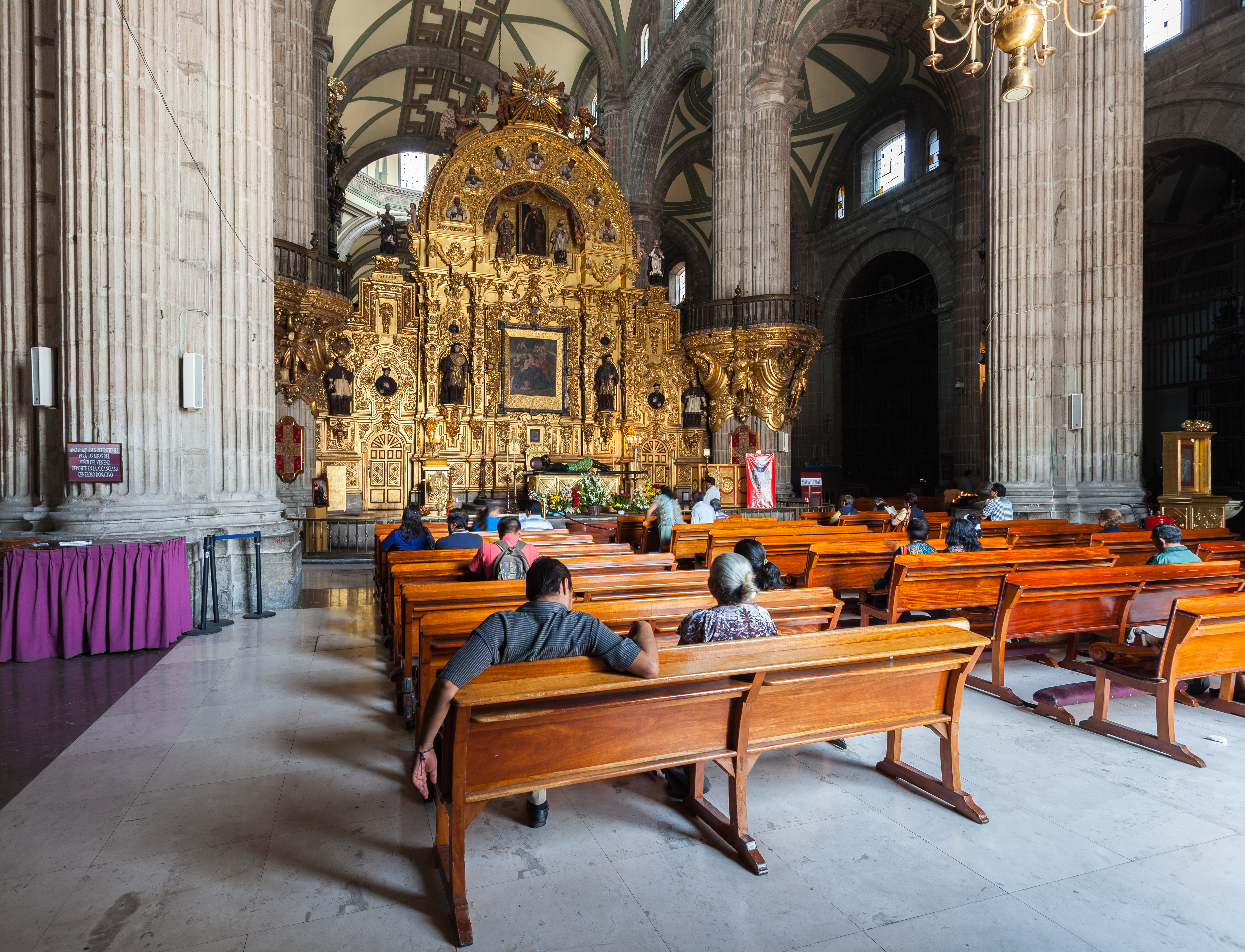
Altar do Perdão
O Altar do Perdão (Altar del Perdón) está localizado de frente à nave central. É o primeiro ambiente interior da Catedral Metropolitana. Todo o trabalho do altar é obra do arquiteto espanhol Jerónimo Balbás e representa a primeira aplicação da coluna "estípite" (pilastra triangular invertida) no continente americano.
Sobre a origem do nome, no entanto, há duas vertentes. A primeira indica que os condenados pela Inquisição eram trazidos ao altar para pedir perdão de seus pecados antes da execução. Por outro lado, há os que sustentam que o pintor Simon Pereyns está ligado à origem deste nome. Conta a lenda que Pereyns era um famoso blasfemo enquanto trabalhava na Catedral e, ao ser preso, pintou uma imagem da Virgem Maria na tentativa de reconciliar-se com a Igreja.
Altar dos Reis

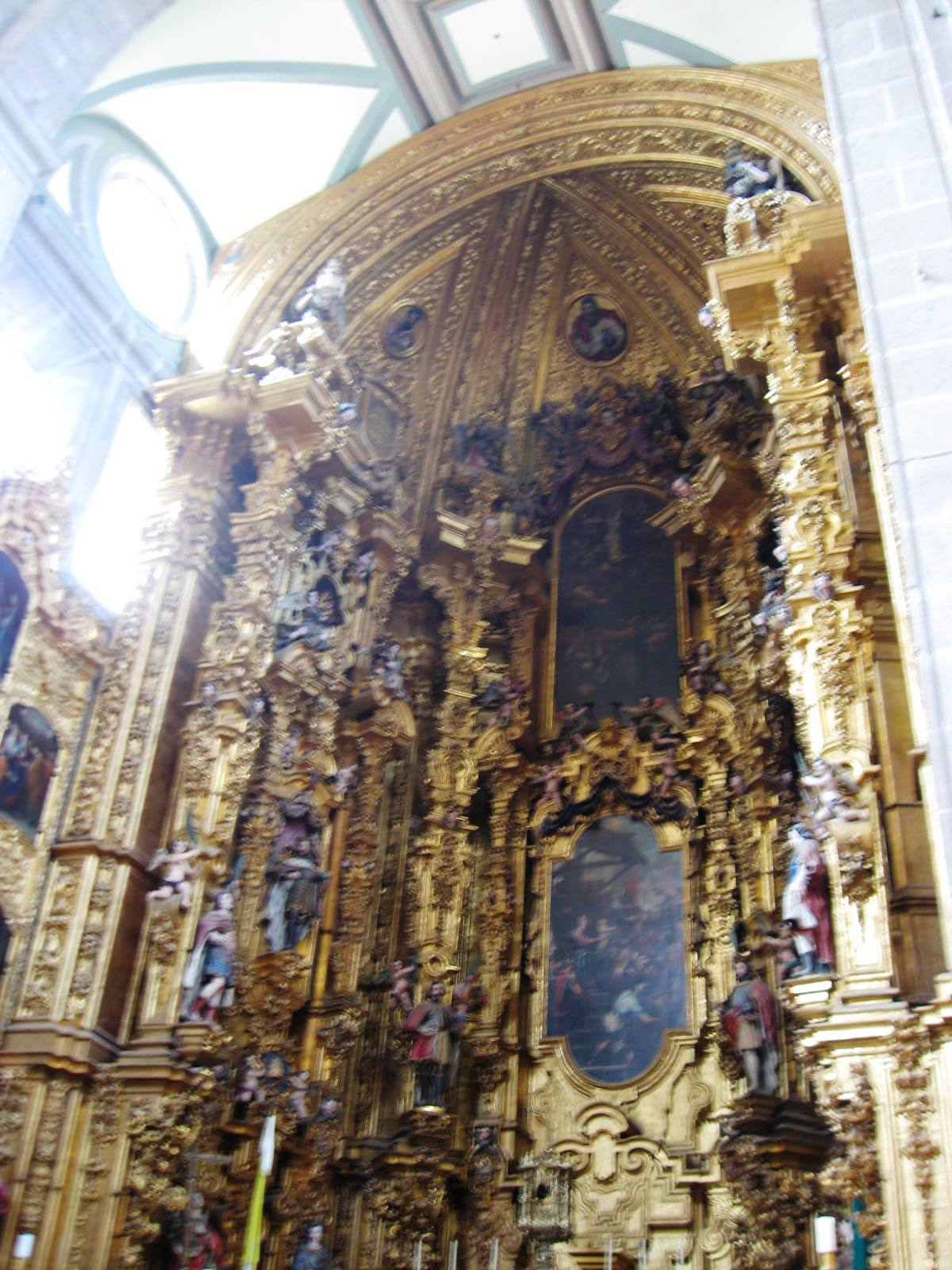
O Altar dos Reis, decorado com figuras de monarcas europeus canonizados

O Altar dos Reis (Altar de los Reyes) é também obra de Jerónimo Balbás, em estilo barroco mexicano (ou churrigueresco). Construído a partir de 1718 por Balbás, o altar foi concluído em 1737 por Francisco Martínez. Está situado na parte posterior da nave, atrás do Altar do Perdão e do coro, possuindo 13 metros de largura, 25 m de altura e 7,5 m de comprimento. Por conta de suas proporções colossais foi alcunhado de "la cueva dorada" ("caverna dourada").
Seu nome provém dos santos ali venerados, a maioria membros da realeza europeia, entre os quais se encontram: Santa Margarida da Escócia, Helena de Constantinopla, Isabel da Hungria, Isabel de Portugal, Cunegunda de Luxemburgo, Edite de Wilton. No meio do altar, estão seis reis canonizados: São Hermenegildo, Santo Henrique, Eduardo, o Confessor e São Casimiro. As imagens de São Luís de França e São Fernando estão no topo do altar e, entre elas, há a pintura a óleo Adoração dos Magos, de Juan Rodriguez Juarez.

## Valor cultural

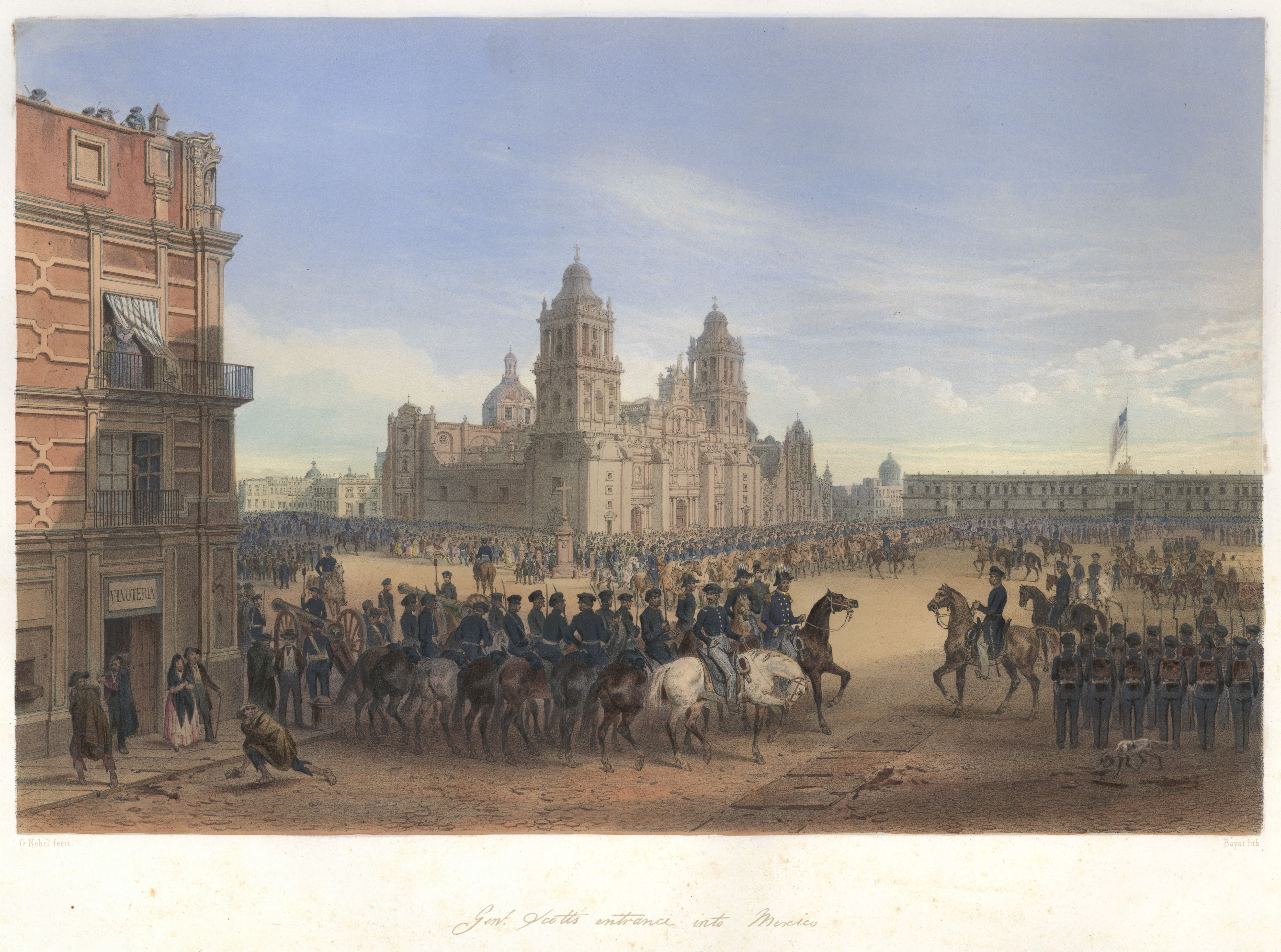
Entrada do General Scott no México (1851), por Adolphe Jean-Baptiste Bayot

O conjunto arquitetônico da Catedral Metropolitana tem sido foco da identidade cultural mexicana, e um testamento do legado de sua história colonial. O pesquisador Manuel Rivera Cambas informa que a Catedral foi erguida exatamente no local sagrado dos Astecas sobre os escombros de seus templos pagãos, destruídos pelos conquistadores espanhóis. Há ainda a suposição de que Hernán Cortés lançou a pedra fundamental da primeira igreja católica erguida no local, precedente da atual Catedral.
O templo já foi um local de uso exclusivo das famílias proeminentes da Nova Espanha. Em 1864, durante o Segundo Império Mexicano, Maximiliano de Habsburgo e Carlota da Bélgica (posteriormente denominados Maximiliano e Carlota de México) foram coroados Imperador e Imperatriz do México nesta Catedral, após sua entrada majestosa na cidade.
Localizada no Zócalo, a catedral tem sido foco de atividades socioculturais da história mexicana, a maioria delas ocorridas nos séculos XX e XXI. A catedral foi fechada por quatro anos durante a tentativa de Plutarco Elías Calles de aplicar as leis antirreligiosas. O Papa Pio XI também a fechou, ordenando que os sacerdotes católicos suspendessem os serviços religiosos em todo o país. Após o governo mexicano e o Papado chegaram a uma série de acordos de reforma, a catedral foi reaberta em 1930.